# Tetete
El pueblo Tetete —también conocido como Teteté— fue un pueblo indígena asentado en la región Amazónica del Ecuador. Habitaban los márgenes del Río Aguarico en la provincia de Sucumbíos, cerca de asentamientos de pueblos Cofán y Secoya y próximos a la frontera entre Ecuador y Colombia. La lengua Tetete forma parte del grupo Lenguas tucanas occidentales.
La desaparición de la etnia responde a causas poco claras. Desde 1877 hasta mediados de la década de 1920, los Tetetes fueron acechados por extractores ecuatorianos durante la fiebre del Caucho, quienes irrumpieron en su territorio y en ocasiones dispararon y secuestraron a miembros de esta comunidad que optó por la resistencia. En el año 1940 la población restante «aparentemente» fue asesinada en un ataque perpetrado por el pueblo vecino Siona, pero en 1966 se encontraron tres sobrevivientes.
Pese a los estudios antropológicos que demuestran lo contrario, algunas fuentes han indicado otros hechos, como la actividad petrolera de la compañía estadounidense Texaco en el territorio ecuatoriano a principios de 1964 y misiones de índole religiosa como motivos complementarios de la extinción del pueblo Tetete, dando lugar a leyendas negras.